# Hymenophyllum maderense
Hymenophyllum maderense är en hinnbräkenväxtart som beskrevs av Gibby och Lovis. Hymenophyllum maderense ingår i släktet Hymenophyllum och familjen Hymenophyllaceae. Inga underarter finns listade.